# Världen (tarotkort)

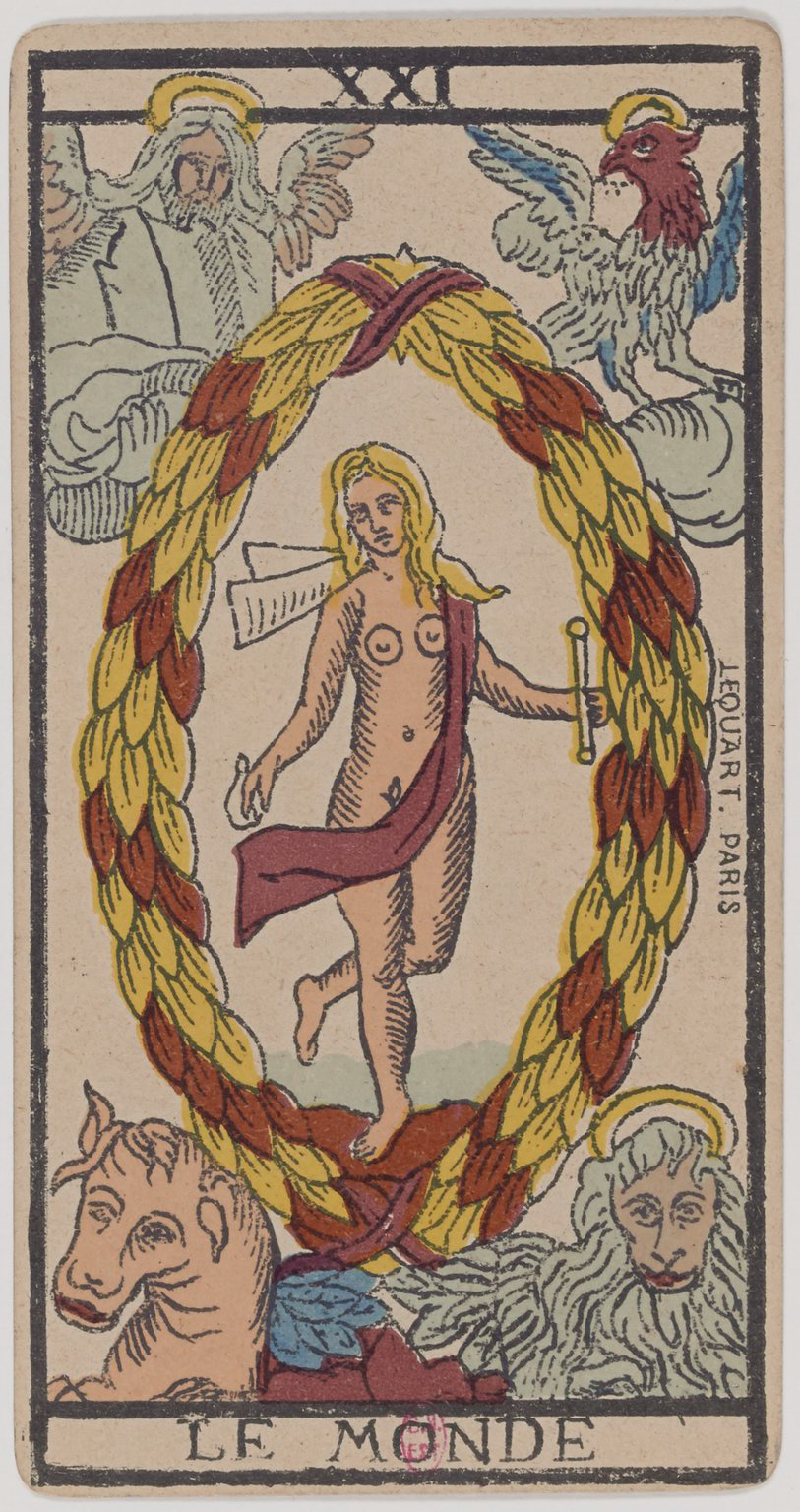
En äldre version av världenkortet med en människa, örn, lejon och oxe istället för de fyra stjärntecknen Skorpionen, Vattumannen, Oxen och Lejonet.

Världen är ett av de 78 korten i en tarotkortlek och ett av de 22 stora arkanakorten. Kortet ses generellt som nummer 21. Rättvänt symboliserar kortet fulländning, uppfyllelse, prestation, sammanhang, fullständighet och harmoni. Omvänt symboliserar kortet ofullständighet, tomhet, brist på prestation liksom brist på avslut. Kortet föreställer generellt en person som dansar med ena benet korsande det andra samt med en stav i vardera hand. Runt personen syns blommor, ett rött band samt fyra symboler som representerar stjärntecknen Skorpionen, Lejonet, Oxen och Vattumannen. I äldre tarotlekar förekom dock inte stjärntecken utan istället symboler för de fyra evangelierna i form av en människa, en örn, en oxe och ett lejon. Personen i mitten av kortet har oklar könstillhörighet och har ibland tolkats som en intersexperson.